# Vizepräsident der Europäischen Kommission
Der Vizepräsident der Europäischen Kommission ist ein Mitglied der Europäischen Kommission, das den Kommissionspräsidenten vertritt, wenn dieser verhindert ist. Das Amt wird vom Kommissionspräsidenten frei vergeben und tritt zu den übrigen Aufgabenbereichen des Kommissionsmitglieds hinzu. Der Hohe Vertreter der Union für Außen- und Sicherheitspolitik ist nach Art. 18 EU-Vertrag immer zugleich einer der Vizepräsidenten der Kommission.
Bislang gab es in jeder Kommission mehrere Vizepräsidenten. Im Normalfall wurde von 2004 bis 2019 die Vertretung des Präsidenten durch den Ersten Vizepräsidenten wahrgenommen; nur wenn dieser auch abwesend ist, übernimmt einer der anderen Vizepräsidenten die Leitung. Hierfür legt der Kommissionspräsident eine bestimmte Reihenfolge fest. Seit 2019 mit Kommission von der Leyen I besteht der Kreis der exekutiven Vizepräsidenten, der nach Reihenfolge die Vertretung wahrnimmt.
Das Amt des Vizepräsidenten ist zugleich mit einer erhöhten Vergütung verbunden. Während die gewöhnlichen Kommissionsmitglieder für ihre Tätigkeit aus dem EU-Haushalt ein Brutto-Grundgehalt von 19.910 Euro beziehen, erhalten die Vizepräsidenten 22.122 Euro, der Kommissionspräsident 24.423 Euro (Stand: Juli 2008).

## Derzeitige Amtsträger
In der Kommission von der Leyen II übernehmen seit 2024 folgende Personen die Rolle der exekutiven Vizepräsidenten:
- Kaja Kallas (Estland, ALDE): Hohe Vertreterin der Europäischen Union für Außen- und Sicherheitspolitik
- Henna Virkkunen (Finnland, EVP): Technische Souveränität, Sicherheit und Demokratie, Digitale- und Grenztechnologien
- Stéphane Séjourné (Frankreich, ALDE): Wohlstand und Industriestrategie, Industrie, KMU und den Binnenmarkt
- Raffaele Fitto (Italien, EKR): Kohäsion und Reformen, Regionalentwicklung und Städte
- Roxana Mînzatu (Rumänien, SPE): Menschen, Qualifikationen und Vorsorge, Bildung, hochwertige Arbeitsplätze und soziale Rechte
- Teresa Ribera (Spanien, SPE): Sauberer, gerechter und wettbewerbsfähiger Übergang, Wettbewerb

## Ehemalige Amtsträger

### Kommission Juncker (2014 bis 2019)
In der Kommission Juncker waren sechs Kommissionsmitglieder Vizepräsidenten, die den Kommissionspräsidenten in folgender Reihenfolge vertraten:
- Frans Timmermans (Niederlande, SPE): Bessere Rechtssetzung, interinstitutionelle Beziehungen, Rechtsstaatlichkeit und Grundrechtecharta
- Federica Mogherini (Italien, SPE): Hohe Vertreterin für Außen- und Sicherheitspolitik
- Andrus Ansip (Estland, ALDE): Kommissar für den Digitalen Binnenmarkt, Kommissar für Digitale Wirtschaft und Gesellschaft
- Maroš Šefčovič (Slowakei, SPE): Kommissar für Energieunion
- Valdis Dombrovskis (Lettland, EVP): Kommissar für den Euro und sozialen Dialog
- Jyrki Katainen (Finnland, EVP): Kommissar für Arbeitsplätze, Wachstum, Investitionen und Wettbewerbsfähigkeit

### Kommission von der Leyen I (2019 bis 2024)
In der Kommission von der Leyen I übernahmen folgende Personen die Rolle der Vizepräsidenten:
Exekutive Vizepräsidenten:
- Frans Timmermans (Niederlande, SPE): Kommissar für den Europäischen Green Deal
- Margrethe Vestager (Dänemark, ALDE): Kommissarin für Wettbewerb und Digitales
- Valdis Dombrovskis (Lettland, EVP): Kommissar für Wirtschaft

Vizepräsidenten:
- Josep Borrell (Spanien, SPE): Hoher Vertreter der EU für Außen- und Sicherheitspolitik
- Věra Jourová (Tschechien, ALDE): Kommissarin für Werte und Transparenz
- Margaritis Schinas (Griechenland, EVP): Kommissar für Migration, Gleichheit und Diversität
- Maroš Šefčovič (Slowakei, SPE): Kommissar für Interinstitutionelle Beziehungen und Vorausschau
- Dubravka Šuica (Kroatien, EVP): Kommissarin für Demokratie und Demografie